# Metalepsis claviformis
Metalepsis claviformis là một loài bướm đêm trong họ Noctuidae.